# Santa Maria (Romblon)
Santa Maria è una municipalità di quinta classe delle Filippine, situata nella Provincia di Romblon, nella regione di Mimaropa.
Santa Maria è formata da 6 baranggay:
- Bonga
- Concepcion Norte (Pob.)
- Concepcion Sur
- Paroyhog
- Santo Niño
- San Isidro